# 乔·阿拉斯基
喬瑟夫·弗朗西斯·阿拉斯基三世（英語：Joseph Francis Alaskey III，1952年4月17日－2016年2月3日）是一名美國演員和喜劇演員。他是華納兄弟動畫公司的配音演員之一，接替了梅爾·布蘭科的部分角色，直到他去世。他與傑夫·伯格曼、格雷格·伯森、吉姆·卡明斯、鮑勃·伯根、莫里斯·拉馬奇和比利·韋斯特輪流為華納兄弟的卡通角色配音，如兔八哥、達菲鴨、豬小弟、獵人希爾維斯特、崔弟、艾爾默·福德、優勝美地山姆、大紅公雞、臭鼬鼠佩佩·勒皮、火星人馬文、飛毛腿岡薩雷斯、威利狼、嗶嗶鳥和塔斯等。他還在1990年至1995年間為《迷你樂一通》中的小鴨柏奇配音。阿拉斯基是第二位在尼克兒童頻道《尿布一族》中為祖父盧·皮克爾斯配音的演員（在1997年大衛·道伊爾去世後接替他）。他在《全都長大了！》中再次為盧配音。

## 早年生活
喬·阿拉斯基）於1952年4月17日出生於紐約州的特洛伊，父母是小喬瑟夫·弗朗西斯·阿拉斯基（Joseph Francis Alaskey Jr.）和多梅尼卡“多蘿西”德索倫托·德盧卡·阿拉斯基（Domenica "Dorothy" De Sorrento De Luca Alaskey）。他有一個姐姐喬安（Joanne）和一個弟弟約翰（John）。三歲時，他就開始尋找墨鏡或他人的雪茄屁股，以模仿不同的角色。 阿拉斯基在十歲時對考古學產生了興趣。之後，他對成為牧師和英語老師產生了興趣。阿拉斯基在1970年代搬到紐約市，在那裡他從事保險工作，同時準備成為演員。

## 職業生涯
在搬到紐約市後，阿拉斯基開始了他的娛樂事業，成為一名單口喜劇演員和廣播員。他偶爾會出現在螢幕上模仿傑基·葛里森，因為他與葛里森在外貌上有相似之處。1980年代，葛里森親自挑選阿拉斯基重新錄製《蜜月旅行者》遺失劇集中的部分對話，但在1987年葛里森去世後，該項目被擱置。1985年，阿拉斯基為《Galtar and the Golden Lance》提供了各種配音。阿拉斯基參加了多部電視節目，包括《Night Court》、《Head of the Class》、《Back to the Future》和《Spitting Image: The 1987 Movie Awards》。他的第一部主要電影是《誰陷害了兔子羅傑》，他在其中為優勝美地山姆配音。
儘管阿拉斯基最出名的是成功模仿華納兄弟卡通角色的能力，但他也為非華納兄弟的角色配音。他在《尿布一族》中為祖父盧·皮克爾斯配音， 並在《全都長大了！》中再次聲演這個角色。他還為網路系列《TimberWolf》創造了湯瑪斯·提姆博（Thomas Timberwolf）的聲音。阿拉斯基還在《蜘蛛俠2》遊戲中為柯特·康納斯博士配音，在《蜘蛛俠：朋友或敵人》中為八爪博士配音。他參與了獨立電影《The Legend of Sasquatch》，並在《海綿寶寶》的幾個遊戲中為美人魚人配音。阿拉斯基還在《Looney Tunes: Back in Action》中接替了兔八哥和達菲鴨的配音工作。阿拉斯基還亦為《迷你樂一通》中的小鴨柏奇配音。

## 死亡
2016年2月3日，阿拉斯基在紐約州格林艾蘭的公寓中因癌症去世，享年63歲。五天後，他的葬禮在沃特弗利特的聖派翠克公墓舉行。

## 外部連結
- 官方網站 （存檔副本）
- 乔·阿拉斯基在互联网电影资料库（IMDb）上的資料（英文）
- 喬·阿拉斯基 的存檔，存档日期2017-10-08. 在 TV.com 的存檔，存档日期2019-04-12.

| 前任者： 傑夫·伯格曼 (1990-93; 2011-現在) | 達菲鴨的配音 1990–2014          | 繼任者： 莫里斯·拉馬奇 |
| 前任者： 大衛·道伊爾                      | 祖父盧·皮克爾斯的配音 1998–2008 | 繼任者： 邁克爾·麥基恩 |
| 前任者： 比利·韋斯特                      | 兔八哥的配音 2000–2011          | 繼任者： 傑夫·伯格曼   |
| 前任者： 傑夫·伯格曼                      | 德魯比狗的配音 2011–2016        | 繼任者： 傑夫·伯格曼   |